# جيجان
الفربيون الشمسي أو حلاب التنظير الشمسي  نوع نباتي ينتمي إلى جنس الفربيون من الفصيلة الحوذانية. يعد من أهم نباتات العسل، ويعد عسله من أفضل الأنواع من حيث المذاق ورغبة المستهلكين.

## الموئل والانتشار
ينتشر في حوض البحر الأبيض المتوسط وكل مناطق أوروبا.

## الوصف النباتي
نبات حولي عشبي ذو ساق رفيعة جرداء ملساء تتفرع اعتبارا من القاعدة أو من مستوى أعلى قليلاً. الأوراق جرداء بيضوية منعكسة مثلثية أو ملعقية أو منفرجة بطول 1-3 سم صغيرة التسنن. المظلات خماسية ثم ثلاثية التشعب. الأوراق الزهرية مستديرة بطول 1-2 سم صفراء اللون باهتة والغدد خضراء ويحدث الإثمار في شهري حزيران وتموز. تتواجد هذه النبتة في الأراضي والمزارع المهملة وأغلب الأماكن الساحل والسهول الجبلية، وهو نبات شبه عالمي.
كلمة (باللاتينية: euphorbia) تنحدر من اليونانية euphorbion التي استعملها ديوسقوريدس للدلالة على شجيرة ليبية من الجنس نفسه مهداة إلى أوفورب طبيب جوبا ملك نوميديا، أما كلمة (باللاتينية: helioscopia) فمؤلفة من helios أي شمس و(باللاتينية: skopein) أي «نظر» إذ أن النبات يتجه دوما إلى ناحية الشمس.
الاسم حلبلوب أحيانا حلبلاب شائع جدا ويعود إلى النسغ اللبني أي الحلبلاب أو الحليب الذي يحتويه هذا النوع وجميع أنواع الجنس. هذا الحليب يحتوي على مواد سامة ومطاطية وصمغية وقد استعمل قديما لإزالة مسامير اللحم والثآليل وإذا تعرضت له العين أو الجفون أحدث فيها التهابات خطيرة ولا تأكله المواشي ويسبب حرقة في الفم وتورم اللسان وآلام معوية والدوخة وفي الغالب الموت.

## خواص اللاعية في الطب القديم

### الغافقي
«قال أبو جريج هي شجرة تنبت في سفح الجبل لها ورد أصفر طيب الرائحة قليلا يقع على وردها الراعي من النحل في أيام الربيع ولها لبن غزير يسهل اسهالا قويا لبنها ينفع في الاستسقاء وتسهل الماء وأذا ألقي منها شيء في غدير سمك أطفأه وهي من أصناف اليتوع أي كل نبات له لبن حار يقرح البدن كالسقمونيا والشبرم واللاعية.»

### داود الأنطاكي
«يقرب نباتها من السقمونيا لكنه مرتفع مستدير الورق وله زهر إلى صفرة يخلف بزرا كالخشخاش وإذا قطع النبات خرج منه كاللبن الأبيض يجنى في الأسد وهو حار يابس في الرابعة يسهل الماء الأصفر والأخلاط المحترقة ويولد الاستسقاء ويقتل السمل وفيه سمية وضرر للعمى وتصلحه الكثيراء وشربته ثلاث قراريط.»